# Монтрёй (кантон)

Кантон Монтрёй в составе округа

Монтрёй (фр. Montreuil) — упраздненный кантон во Франции,  регион Нор-Па-де-Кале, департамент Па-де-Кале. Входил в состав округа Монтрёй-сюр-Мер.
В состав кантона входили коммуны (население по данным Национального института статистики за 2009 г.):
- Бомери-Сен-Мартен (369 чел.)
- Вайи-Бокам (986 чел.)
- Кампиньель-ле-Гранд (300 чел.)
- Кампиньель-ле-Пети (587 чел.)
- Кюк (5 167 чел.)
- Ла-Калоттри (630 чел.)
- Ла-Мадлен-су-Монтрёй (174 чел.)
- Ле-Туке-Пари-Плаж (4 785 чел.)
- Лепин (281 чел.)
- Мерлимон (3 092 чел.)
- Монтрёй-сюр-Мер (2 319 чел.)
- Нампон-Сен-Фирмен (192 чел.)
- Невиль-су-Монтрёй (663 чел.)
- Сен-Жосс (1 193 чел.)
- Сент-Обен (256 чел.)
- Соррю (632 чел.)
- Экюир (784 чел.)

## Экономика
Структура занятости населения:
- сельское хозяйство — 2,2 %
- промышленность — 6,9 %
- строительство — 7,5 %
- торговля, транспорт и сфера услуг — 52,1 %
- государственные и муниципальные службы — 31,2 %

## Политика
На президентских выборах 2012 г. жители кантона отдали Николя Саркози в 1-м туре 41,1 % голосов против 20,4 % у Франсуа Олланда и 17,8 % у Марин Ле Пен, во 2-м туре в кантоне победил Саркози, получивший 62,9 % голосов (2007 г. 1 тур: Саркози — 41,0 %, Сеголен Руаяль — 17,0 %; 2 тур: Саркози — 65,3 %). На выборах в Национальное собрание в 2012 г. по 4-му избирательному округу департамента Па-де-Кале они поддержали действующего депутата, кандидата партии Союз за народное движение и мэра города Ле-Туке-Пари-Плаж Даниеля Факеля, набравшего 53,4 % голосов в 1-м туре и 63,9 % — во 2-м туре. (2007 г. Даниель Факель (СНД): 1-й тур — 56,7 %, 2-й тур — 66,4 %). На региональных выборах 2010 года в 1-м туре победил список «правых», собравший 38,8 % голосов против 20,8 % у списка социалистов и 16,1 % у Национального фронта. Монтрёй стал единственным кантоном Па-де-Кале, в котором во 2-м туре победил «правый» список во главе с сенатором Валери Летар, получивший 47,0 % голосов. Единый «левый список» с участием социалистов, коммунистов и «зелёных» во главе с Президентом регионального совета Нор-Па-де-Кале Даниэлем Першероном занял второе место с 34,6 %, а  Национальный фронт Марин Ле Пен с 18,4 % финишировал третьим.
|  | Кандидат     | Партия                    | % голосов |
|  | ------------ | ------------------------- | --------- |
|  | Бернар Пьон  | Союз за народное движение | 52,23     |
|  | Давид Фурнье | Социалистическая партия   | 47,77     |